# Towednack
Towednack är en ort och civil parish i Storbritannien.   Den ligger i grevskapet Cornwall och riksdelen England, i den södra delen av landet, 400 km väster om huvudstaden London. Towednack ligger 159 meter över havet och antalet invånare är 394.
Terrängen runt Towednack är platt åt nordost, men åt sydväst är den kuperad. Havet är nära Towednack norrut. Runt Towednack är det ganska tätbefolkat, med 207 invånare per kvadratkilometer. Närmaste större samhälle är St. Ives, 3,1 km nordost om Towednack. Trakten runt Towednack består i huvudsak av gräsmarker.